# جاكوب أرسكين
جاكوب أرسكين (بالإنجليزية: Jacob Erskine)‏ (13 يناير 1989 في المملكة المتحدة - ) هو لاعب كرة قدم بريطاني في مركز الهجوم. لعب مع إبسفليت يونايتد وفوريست غرين ونادي غيلينغهام ونادي مارغيت وميدنهد يونايتد ‏ ونادي بروملي وميدستون يونايتد ونادي دارتفورد وهامبتون أند ريتشموند بورو وساتون يونايتد وبيشوب ستورتفورد وRedbridge F.C. ‏ وDorchester Town F.C. ‏ وكراي واندررز وداغنهام وريدبريدج وCroydon Athletic F.C. ‏ وكونكورد رينجرز وTooting & Mitcham United F.C. ‏ ودولويتش هاملت ووينجيت آند فينشلي ونادي وايتهوك وSwindon Supermarine F.C. ‏.

## وصلات خارجية
- جاكوب أرسكين على موقع قاعدة بيانات كرة القدم.إي يو (الإنجليزية)
- جاكوب أرسكين على موقع Soccerbase.com (لاعب) (الإنجليزية)
- جاكوب أرسكين على موقع Soccerway.com (الإنجليزية)